# Masse d'armes
Pour les articles homonymes, voir Masse (homonymie).

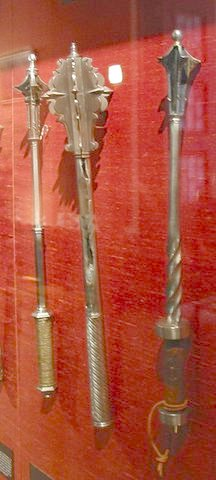
Plusieurs masses d'armes médiévales.

La masse d'armes est une arme contondante constituée d'une masse lourde accrochée au bout d'un bâton plus ou moins long. Arme voisine du gourdin, dérivée de l’outil masse, ce fut l'une des premières armes utilisées par l’humanité.
Au Moyen Âge, l'amélioration des armures rend les coups de taille moins efficaces ; les masses d'armes permettent alors d'enfoncer et déformer ces protections, provoquant ainsi des dommages importants.

## Étymologie
Le mot « arme » est toujours au pluriel, comme dans fléau d'armes, hache d'armes, etc., « armes » désignant l’usage militaire en général par opposition à un autre usage civil.

## Histoire
La masse s'est raffinée dans le courant du Moyen Âge. Bien que bénéficiant d'une allonge réduite, sa puissance de choc permettait de briser les os, rendant les protections souples telles que les cottes de mailles inopérantes, enfonçant également les casques et pièces d'armures rigides. Jusqu'au XVe siècle, l'étoile du matin (morgenstern) est une masse d'arme pourvue de piques, non articulée. Plus tard, le terme se confond avec le fléau d'armes, un type d'arme proche, mais composé d'un poids, parfois doté de pointes comme les étoiles du matin, relié par une chaine à un bâton.

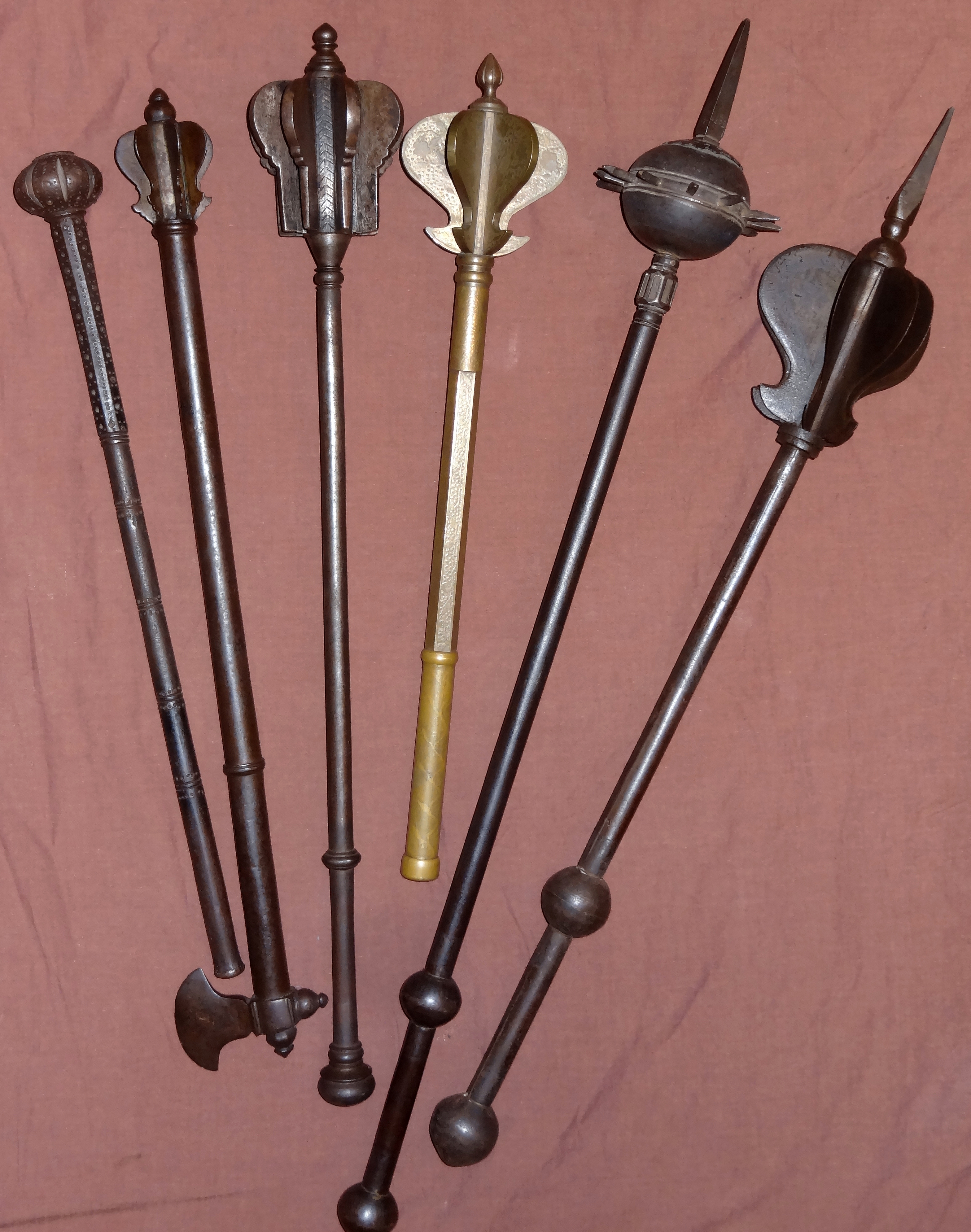
Diverses masses d'armes indo-persanes (en).
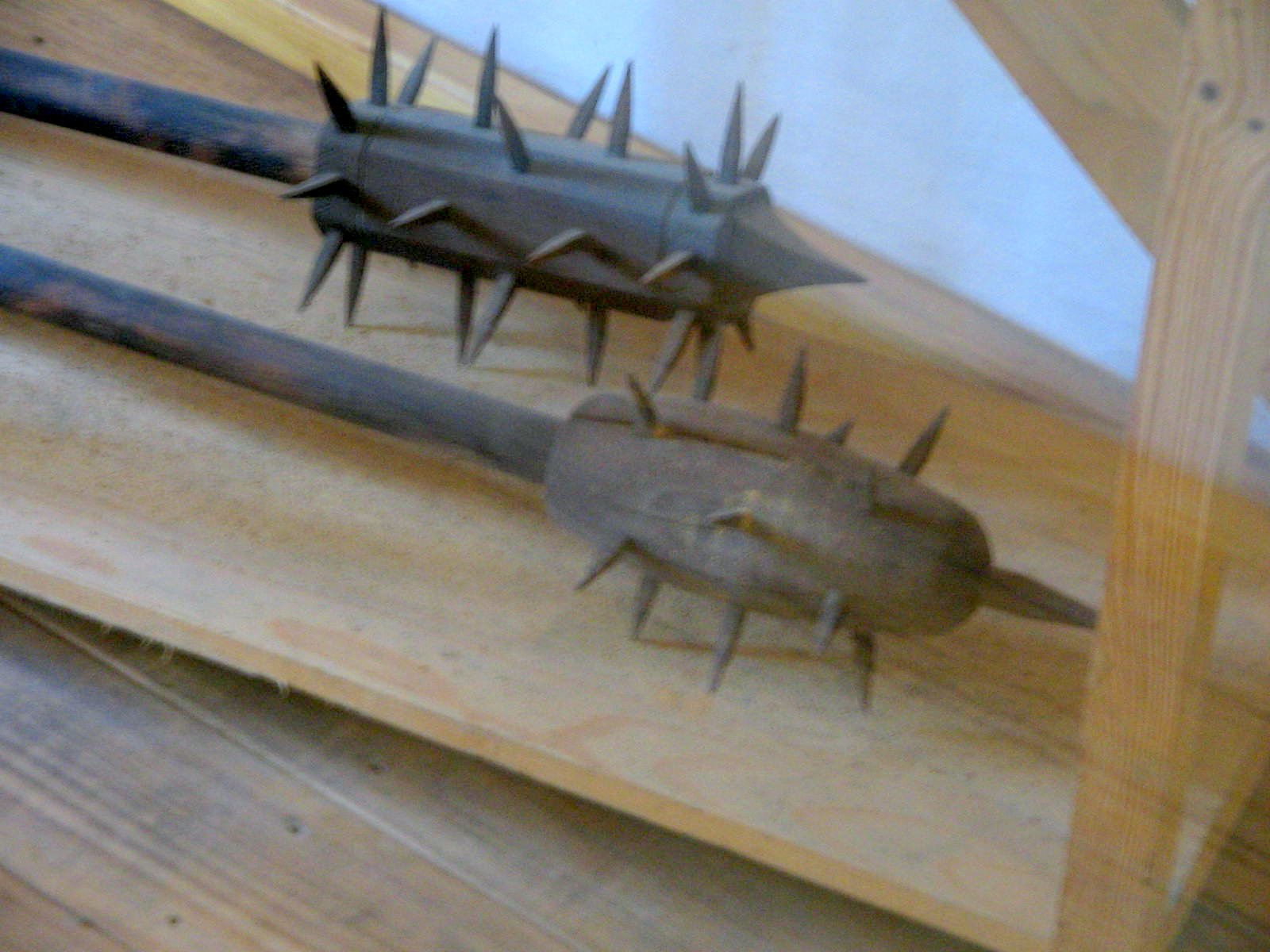
Masses d'armes médiévales, de type morgenstern, reconstituées.
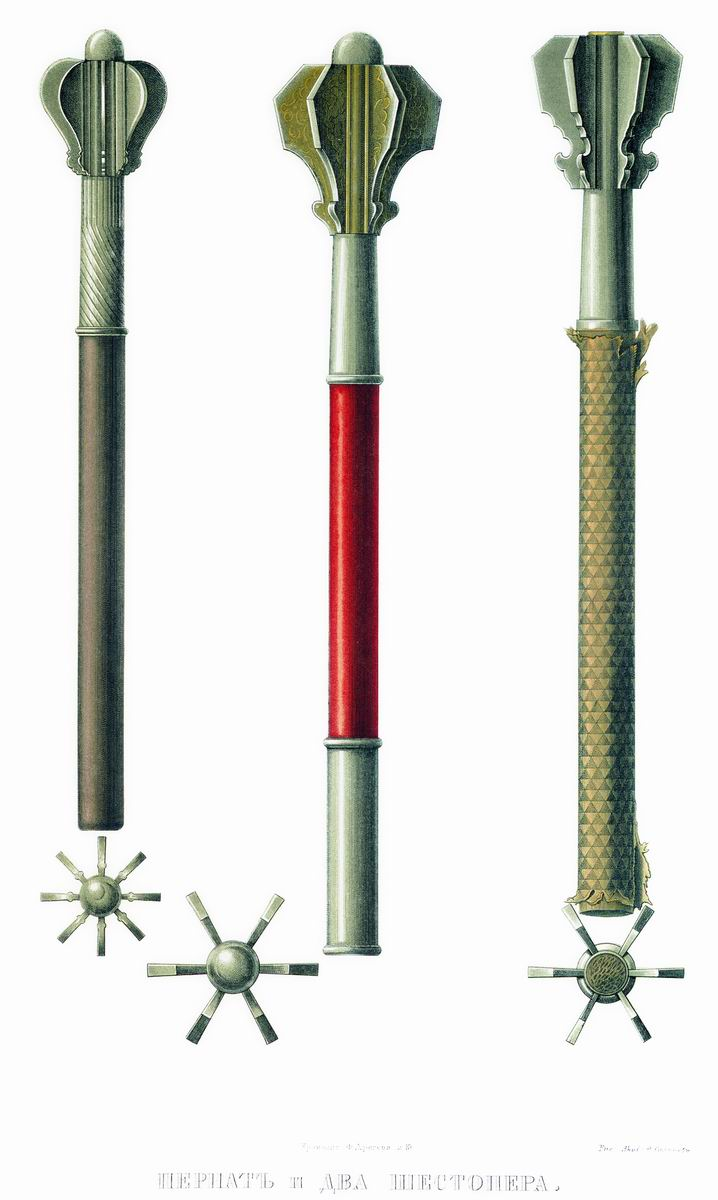
Pernach (en) (Russie, à gauche) et deux shestopyors.
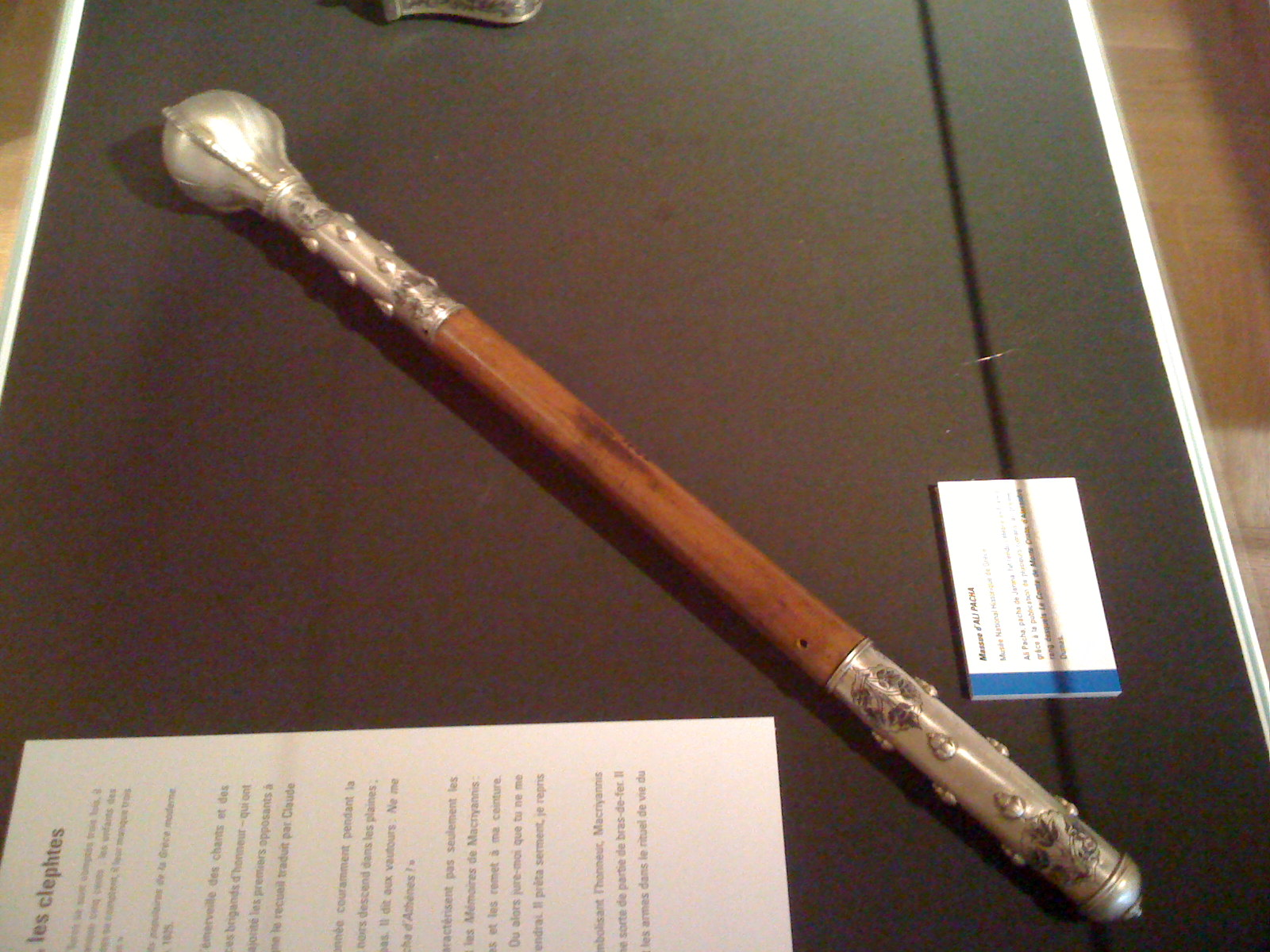
La légendaire masse (gada) de Ali Pacha.

## Masse d'armes de cérémonie

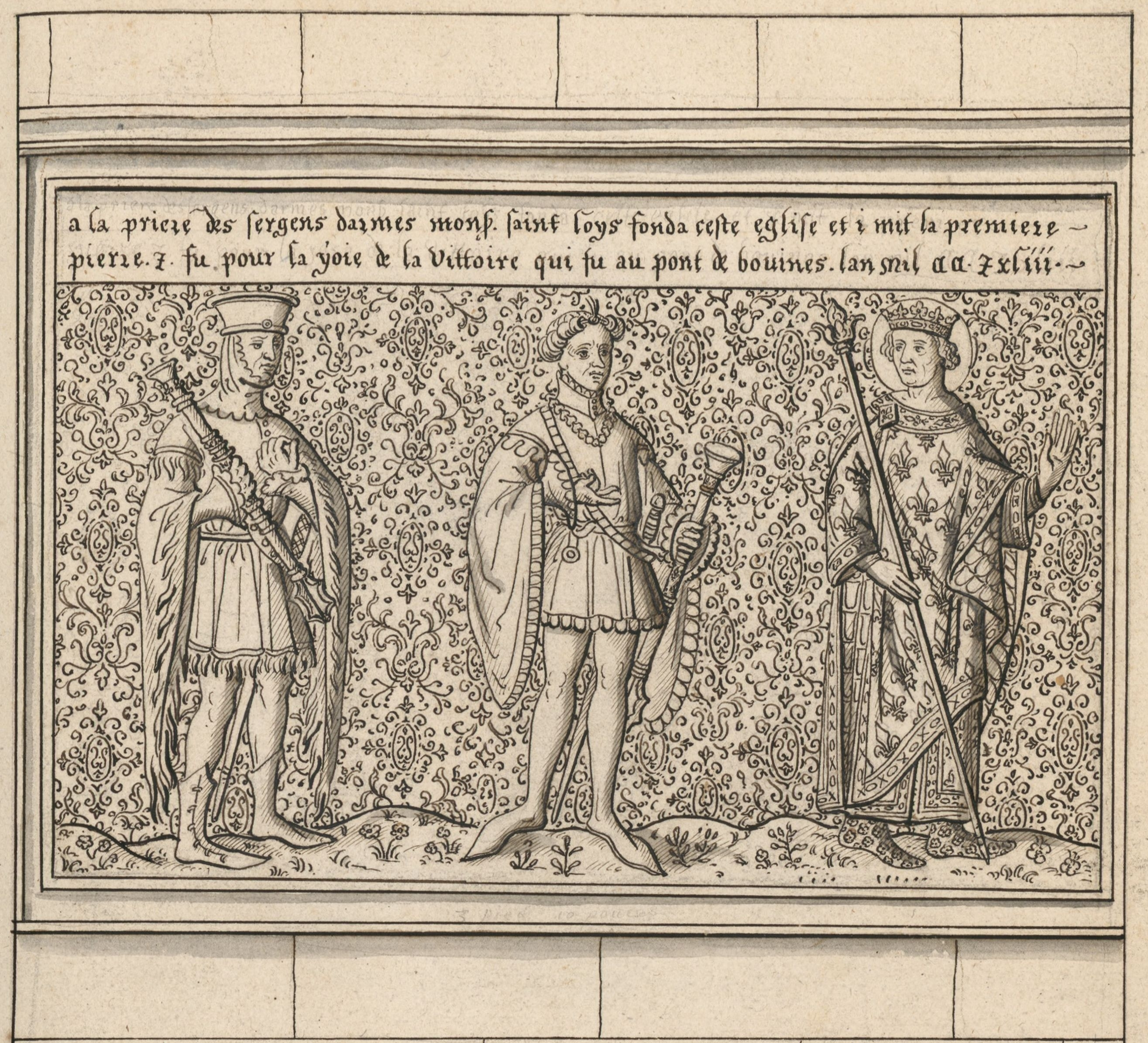
Louis XI et ses sergents d'armes, armés de masses.

La masse de cérémonie est un symbole d'autorité, dérivée des masses d'armes portées par les sergents d'armes, une unité de gardes du corps royaux créée en France par Philippe II Auguste, et en Angleterre probablement par Richard Ier.
À partir du XIVe siècle, ces masses perdent leur usage d'armes pour prendre une signification symbolique. Elles sont alors de plus en plus ouvragées, et faites de métaux précieux. Leur usage s'étend dans la société et elles deviennent la marque de la concession faite par le souverain d'une partie de l'exercice de sa puissance et signe de juridiction. Elles apparaissent à ce titre portées par des bedeaux ou des massiers dans diverses cérémonies universitaire ou processions religieuses.

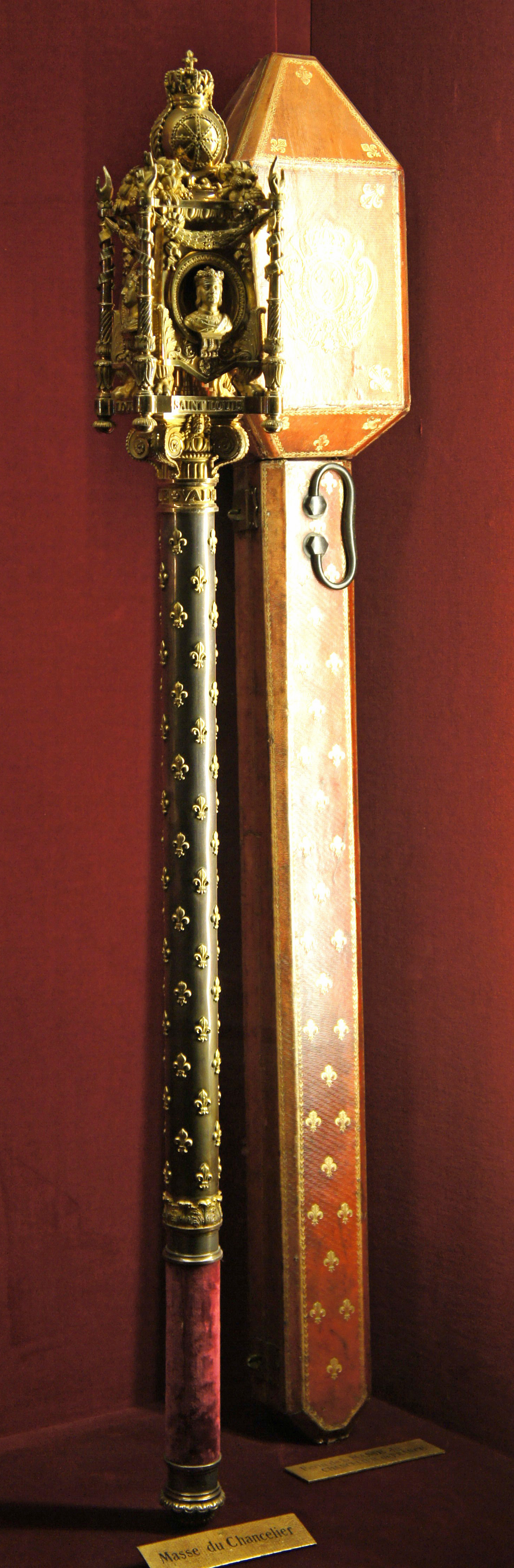
Masse du chancelier de France, utilisée pour le sacre de Charles X.

Dans les monarchies anglo-saxonnes, dont les parlements ont adopté le système de Westminster hérité du parlement britannique (Royaume-Uni, Canada, Australie, Nouvelle-Zélande...), une masse d'armes cérémonielle est utilisée pour symboliser le pouvoir de la Couronne, qui était déléguée aux députés. Lorsque la chambre est réunie en session, celle-ci est déposée sur une table prévue à cet effet, « The Table of the Mace », disposée devant le président de la chambre (Speaker of the House) et réservée également aux secrétaires. En revanche, hors session ou lorsque le Speaker n'a pas encore été désigné, la masse d'armes est placée sous la table.
En France, la masse comme symbole d’autorité perdure dans certaines cérémonies universitaires. Le terme massier désigne encore le responsable d’une classe ou d’un atelier dans les écoles d’art et d’architecture.
La forme la plus cérémonielle de la masse d’armes est représentée par le sceptre royal.

## Masse d'armes et clergé
La croyance populaire veut que les masses étaient employées par le clergé à la guerre et pendant les croisades pour éviter de verser le sang (sine effusione sanguinis). Il existe cependant peu de preuves venant étayer cette croyance, qui semble presque entièrement tirée de la représentation de l'évêque Odo de Bayeux sur la tapisserie de Bayeux, où on le voit manier une masse d'armes à la bataille d'Hastings. L'idée serait qu'ainsi, il évitait de verser le sang et de porter des armes de guerre. Le fait que son frère le duc Guillaume porte une arme similaire suggère que, dans ce contexte, la masse était simplement un symbole d'autorité.
Il existe d'autres représentations d'ecclésiastiques portant des armes de chevaliers sans que cela n'attire de commentaire, tel l’archevêque Turpin qui porte une lance et une épée nommée Almace dans la Chanson de Roland, ou l'évêque Adhémar du Puy, qui semble avoir combattu comme un chevalier pendant la Première Croisade, une expédition où Odo était présent et est mort.

## Dans l'art

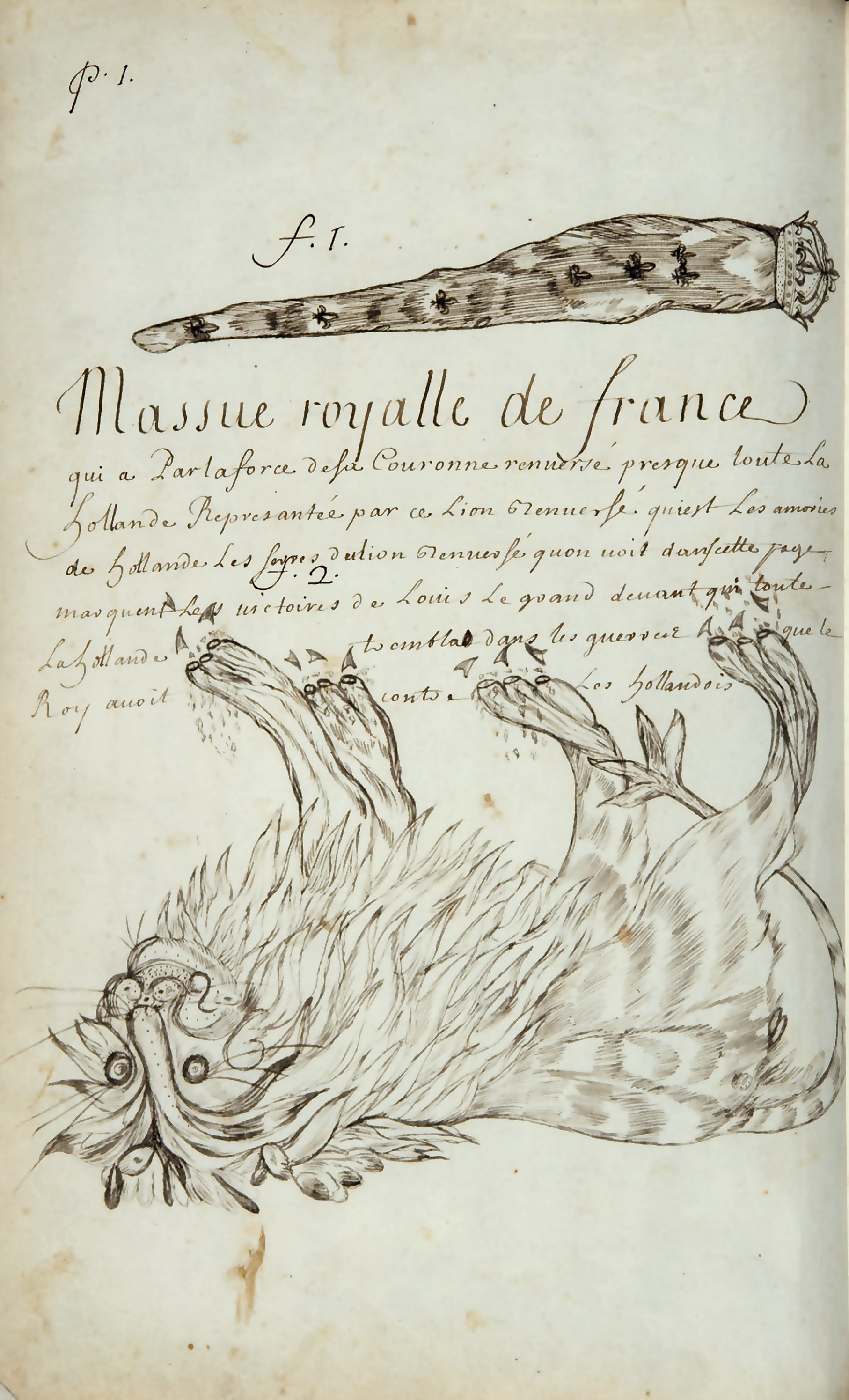
Codex canadensis, p. 1.

Le Codex canadensis s'ouvre sur une représentation de la Massue Royale de France.